# Bundesgenossensystem
Als Bundesgenossensystem (früher auch Italischer Bund) wird in der Forschung die Organisation der italischen Verbündeten durch die römische Republik bezeichnet. Es existieren derzeit zwei Erklärungsansätze des römischen Bundesgenossensystems. Das ältere Modell von Julius Beloch findet sich noch heute in den meisten Schulbüchern. Dazu stellt das Modell von Theodora Hantos eine Alternative dar.

## Das Klassische Modell
Das klassische Modell (1880) nach Julius Beloch teilt das römische Bundesgenossensystem in folgende vier Kategorien ein: Ager Romanus, Municipia, Latinische Kolonien und Bundesgenossen.
Ager Romanusdas Rom umgebende Kernland.
Municipiagrößere, zusammenhängende Gebiete, welche Rom seiner Kontrolle unterwarf, ihnen aber trotzdem eingeschränkte Autonomie beließ.
Latinische KolonienDiese wurden nach der Eroberung mit Römern und Latinern neu besiedelt. Auf dem eroberten Land wurde eine politische Kopie der Mutterstadt Rom geschaffen.
Bundesgenossenautonome Staaten, durch Verträge an Rom gebunden.

### Kritik an dem Modell
Kritisiert wird an diesem Modell, dass es durch seine  Entstehungszeit (1880), das 19. Jahrhundert der deutschen Großmachtansprüche, verzerrt sei. Es versucht vom römischen Italien das Bild eines straffen Staates oder zumindest Staatenbundes zu zeichnen, anstelle des heute vorherrschenden Bildes einer allgemeinen Herrschaft, die weder Bundesstaat, noch Staatenbund, noch Föderation war. Beloch unterstellt Rom eine Politik der bewussten Romanisierung, die laut Hantos nicht nachweisbar ist. Kritisiert wird, dass Beloch die Werte seiner Zeit (zentralistischer, ethnisch homogener Nationalstaat) auf die Geschichte projiziert und den Römern unterstellt diese Werte bewusst verfolgt zu haben.

## Alternatives Modell nach Hantos
Alternativ dazu stellt das Modell von Theodora Hantos die Romanisierung Italiens als von Rom unerwünschte Entwicklung dar, welche ein Nebenprodukt der römischen Herrschaft, statt deren Antrieb, war. Sie argumentiert, Rom habe eine Romanisierung Italiens eigentlich verhindern wollen, um keine politische Macht an italische Nicht-Römer zu verlieren. Dennoch erlangten diese vor allem nach dem Bundesgenossenkrieg das römische Bürgerrecht und damit auch politische Mitsprache.
Das System von Theodora Hantos umfasst fünf Kategorien, die ihrerseits in Untergruppen zerfallen:
Territorialintegrative HerrschaftDie Bewohner des eroberten Gebiets wurden vernichtet und Römer angesiedelt. Das Land wurde Teil des römischen Staates.
Integrative direkte HerrschaftDas eroberte Land wurde in den römischen Staat integriert, der alte Staat hörte auf zu existieren aber die eroberten Personenverbände wurden nicht vernichtet, sondern integriert. Sie erhielten das Bürgerrecht.
Teilintegrative direkte HerrschaftEin eroberter Staat erhielt einen Status der Halbautonomie, in der er sich als Staat betrachtete, infolge seiner Autonomie in der Sakral-, Gerichts- und Rechtspflege. Er wurde allerdings von Rom nur beschränkt als Staat anerkannt, da es von seinen Bürgern verschiedene Leistungen erwartete, besonders den Militärdienst.
Territorialintegrative indirekte HerrschaftDiese Form gleicht äußerlich der direkten Territorialintegration, da sich in beiden Fällen römische Siedler auf neu erobertem Land niederließen. Jedoch wurden in der alten Form die Siedler in die alten Tribus eingeschrieben und behielten ihr Bürgerrecht, womit sie fest an Rom gebunden waren. Hier hingegen wurden neue Tribus gegründet und ein neuer Staat. Dieser folgte dem Vorbild der Latiner und war somit völlig selbstständig durch eine eigene Verfassung, Bürokratie und sogar Außenpolitik. Wie die latinischen Staaten hatte er lediglich die Pflicht, Rom Truppen zu stellen. Seine Bewohner waren von Römern zu Latinern herabgestuft worden, was ihre Eigenstaatlichkeit unterstreicht, da sie somit nicht in Rom wählen konnten, sondern nur in ihrem Staat. Die Verbundenheit zu Rom bestand aufgrund der kulturellen Nähe und durch die Anwendung einer genauen Kopie der römischen Verwaltung und Verfassung.
Teilintegrative indirekte HerrschaftUnter diese Form fallen alle Staaten, die ein Defensivbündnis mit Rom eingegangen waren. Diese Bündnisse können unterschieden werden in koordinierte und subordinierte, oder aber in Bündnisse, Allianzen und Protektorate. Je mächtiger Rom wurde, desto mehr tendierte es zum Abschluss der subordinierten Bündnisform, welche nur den italischen Partner zu Leistungen an Rom, nicht umgekehrt, verpflichtete. Insgesamt überwog diese Bündnisform gegenüber der koordinierten.

### Kritik an dem Modell
Kritisiert wird an diesem Modell, dass es eine Systematisierung suggeriere, die in dieser Form unwahrscheinlich ist. So nimmt Hantos zahlreiche Spezial- und Untertypen von socii an, wobei die einzelnen „Gruppen“ zum Teil nur ein einziges Beispiel umfassen. Viele Forscher gehen daher davon aus, dass die Bedingungen des Bündnisses jeweils ganz grundsätzlich individuell festgelegt wurden, abhängig davon, unter welchen Umständen sich der Bündner Rom anschloss bzw. anschließen musste. Die systematische Gliederung in verschiedene Typen von Bundesgenossen sei hingegen eine gelehrte Fiktion, die Ungeordnetes ordnen wolle.